# 懷特霍斯 (新澤西州)
懷特霍斯（英語：White Horse）是位於美國新澤西州默瑟縣的普查規定居民點。

## 人口
根據2020年美國人口普查的數據，懷特霍斯的面積為8.22平方千米，當中陸地面積為8.07平方千米，而水域面積為0.15平方千米。當地共有人口9791人，而人口密度為每平方千米1,191.12人。